# Придворні бандуристи

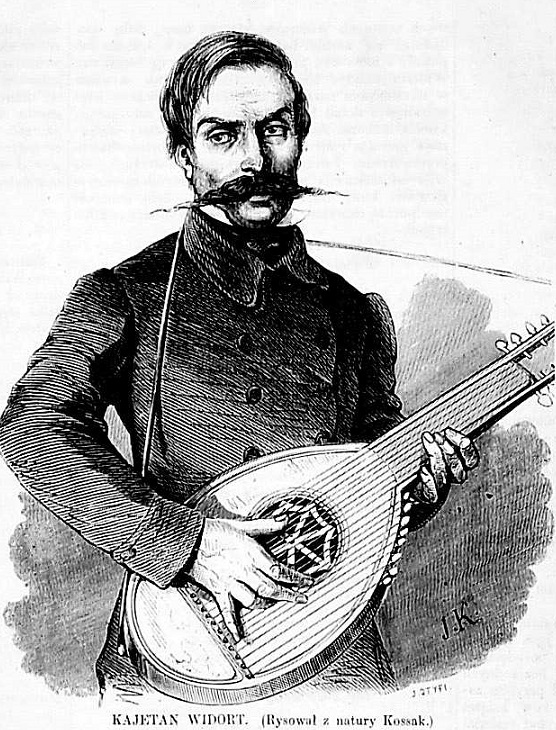
Каетан Відорт — надвірний бандурист князів Санґушків у Заславі і Славуті.

Придворні бандуристи — відрізнялися від кобзарів головно репертуаром та інструментом на якому вони грали. Вони мали популярність не лише в Україні, але в Польщі та на Московщині.

## У Польщі
Придворні музиканти були популярні в Польських дворах. Між ними були й українські бандуристи. В Польських літописах згадують що придворні музиканти співали лицарські пісні ще в ХІ ст. Тексти цих пісень до наших днів не дійшли.
Дослідник польської музики Адольф Хибінський описує детально про придворних музикантів Польських королів з 1139 р. Б. Патроцький (1563–1614) згадує про русинські пісні та віртуозну гру на кобзі, а письменник Миколай Рей згадує про думи у виконанні українських кобзарів.
Ми знаємо про існування Тарашка Рафаела який був придворним бандуристом у Короля Сігізмунда ІІІ в Кракові у 1441 р. (Польські літописи відзначають його русинське походження), а також про Чурила (1500-2), Войташека (с. 1580), Нечая (1683-94), Волошина (1694) та Веселовського (с. 1694), які грали на бандурах.
Між лютністів були теж музиканти українського походження, а саме Стечко, Подолян, Лукян, Андрейко, Ситич та співак Андрій, який виконував думи.

## У Московських дворах
Після 1648 в Московських дворах українські бандуристи теж мали популярність.
Відомі такі постаті, як Тимофій Білоградський, Григорій Любисток та Олексій Розум — який з часом став чоловіком цариці Єлизавети І.

## Загальні думки
Інструменти теж відрізнялися від автентичних бандур і були подібні до ладкових кобзи та лютні. Існують відомості, що деякі бандуристи грали на лютні. В певних випадках описи інструментів на яких грали придворні бандуристи вказують на їх подібніність до торбанів.